# Ernst Boris Chain
Ernst Boris Chain (Berlín, Alemanya, 1906 - Dublín, Irlanda, 1979) fou un bioquímic britànic, d'origen alemany, guardonat amb el Premi Nobel de Medicina o Fisiologia l'any 1945 per la seva recerca al voltant de la penicil·lina.

## Biografia
Va néixer el 19 de juny de 1906 a la ciutat alemanya de Berlín, en una família d'arrels jueves. Va estudiar química a la Universitat Friedrich Wilhelm, on es llicencià el 1930, i pel seu interès per la incipient bioquímica va treballar a l'Institut de Patologia de Berlín. L'any 1933, fugint del poder nazi a Alemanya, es traslladà a Cambridge, Anglaterra, on es va incorporar al grup de recerca del Premi Nobel Frederick Hopkins de l'Escola de Bioquímica de la Universitat de Cambridge. Dos anys més tard va traslladar-se a Oxford convidat per Howard Walter Florey, amb el qual va iniciar una llarga col·laboració.
En finalitzar la Segona Guerra Mundial va establir-se a Roma, Itàlia on dirigí l'Institut Superior de Salut fins al 1964, any en el qual retornà al Regne Unit. Va morir a la ciutat irlandesa de Dublín el 12 d'agost de 1979.

## Recerca científica
Interessat, juntament amb Walter Florey, en la possible aplicació terapèutica de la penicil·lina, les propietats inhibidores de l'activitat bacteriana de la qual ja havien estat observades per Alexander Fleming deu anys abans. Chain i Florey van assolir aïllar i purificar aquesta substància, un fet que Fleming no havia aconseguit de cap manera, fet que comportà el naixement de l'era dels antibiòtics, els agents antibacterians més potents mai descoberts fins al moment. Ambdós científics van teoritzar sobre l'estructura química de la penicil·lina, un fet confirmat posteriorment mitjançant l'ús d'un cristal·lògraf de raigs X per part de Dorothy Crowfoot Hodgkin.
L'any 1945 fou guardonat amb el Premi Nobel de Medicina o Fisiologia pel descobriment de la penicil·lina i les seves propietats curatives en malalties infeccioses, premi que compartí amb Alexander Fleming i Howard Walter Florey.